# 長堂英吉
長堂 英吉（ながどう えいきち、1932年11月3日 - 2020年2月18日）は、日本の小説家、ルポルタージュ作家。

## 略歴
沖縄県那覇市出身。本名・謝花長英。明治大学文学部卒業、フロリダ大学大学院中退。極東放送アナウンサー、アメリカ民政府教育部、沖縄女子短期大学助教授などを歴任し、同人誌『南濤文学』を主宰する。1972年「我羅馬テント村」で九州沖縄芸術祭文学賞、ルポルタージュ作家として沖縄を舞台に執筆活動を行い、1990年「ランタナの花の咲く頃に」で新潮新人賞受賞。2000年『黄色軍艦』で芸術選奨新人賞受賞。2020年2月18日、肺癌のため那覇市内の病院で死去、87歳。

## 著書
- 『ボクサー 具志堅用高と青春群像』晩声社 1979.11
- 『ボクサー part 2 具志堅用高と沖縄の拳児たち』晩声社 1980.11
- 『鼓太平記 物語・戦後沖縄演劇史』月刊沖縄社 1985.5
- 『ランタナの花の咲く頃に』新潮社 1991.2
- 『エンパイア・ステートビルの紙ヒコーキ』新潮社 1994.2
- 『黄色軍艦』新潮社 1999.3
- 『海鳴り』講談社 2001.8